# Behrouz Vossoughi
Behrouz Vossoughi (em persa: بهروز وثوقی), (nome de nascimento Khalil Vossoughi (11 de março de 1938), é um ator, apresentador de televisão e modelo iraniano, que participou de mais de 90 filmes e peças teatrais. Ele também trabalhou na televisão, rádio e teatro. Seu trabalho lhe rendeu reconhecimento em vários festivais internacionais de cinema, incluindo Melhor Ator no Festival Internacional de Cinema da Índia em 1974 e o Lifetime Achievement Award no Festival Internacional de Cinema de São Francisco em 2006.

## Carreira profissional
Ele começou a atuar em filmes com o diretor Samuel Khachikian em Toofan dar Shahre Ma e Gole Gomshodeh de Abbas Shabaviz (1962) e se tornou uma estrela importante como o herói melancólico do drama de vingança Qeysar (1969), dirigido por Masoud Kimiai. Ele recebeu o prêmio de Melhor Ator no Festival de Cinema de Sepas por esse papel. 
Em 1978, ele fez parceria com Ali Hatami em outro filme, Sooteh-Delan. Ele foi um dos primeiros iranianos a aparecer em co-produções americanas e europeias, como Caravans (1978), co-estrelado por Anthony Quinn, Jennifer O'Neill e Michael Sarrazin. Ele também apareceu em The Invincible Six (1970) com Curd Jürgens e Sphinx (1981) com Frank Langella e Lesley-Anne Down . Em 2000, na cerimônia de premiação do Festival de Cinema de São Francisco, Abbas Kiarostami recebeu o Prêmio Akira Kurosawa por sua carreira, mas depois o entregou a Vossoughi por sua contribuição ao cinema iraniano. Além de sua carreira de ator, em 2012 ele foi o juiz oficial do festival no Noor Iranian Film Festival. Atualmente, é juiz do Persian Talent Show . 

### Filmes notáveis
Suas obras cinematográficas mais famosas são Qeysar (1969), The Invincible Six (1970), Reza Motori (1970), Dash Akol (1971), Toughi (1971), Deshne (1972), Baluch (1972), Tangsir (1973), Gavaznha (1974), Zabih (1975), Mamal Amricayi (1975), Zabih, Kandoo (1975), Hamsafar (1975), Sooteh-Delan (1978), Caravanas (1978) e Sphinx (1981).

## Filmografia
- Toofan Dar Shahre Ma (1958) - dirigido por Samuel Khachikian
- Gole gomshodeh (1962) - direção de Abbas Shabaviz
- O namorado dos cem quilos (1962) - dirigido por Abbas Shabaviz
- Um anjo em minha casa (1963) - dirigido por Aramis Aghamalian
- Gamine (1964) - dirigido por Aramis Aghamalian
- Os prazeres do pecado (1964) - dirigido por Siamak Yasemi
- A Noiva do Mar (1965) - dirigido por Arman
- Dozde Bank (1965) - dirigido por Esmail Koushan
- Hashem Khan (1966) - dirigido por Tony Zarindast
- Hoje e amanhã (1966) - dirigido por Abbas Shabaviz
- Vinte anos de espera (1966) - dirigido por Mehdi Reisfirooz
- Khodahafez Tehran (1966) - dirigido por Samouel Khachikian
- Dalahoo (1967) - dirigido por Siamak Yasemi
- Zani Be Name Sharab (1967) - direção de Amir Shervan
- Vasvaseye sheitan (1967) - direção: Tony Zarindast
- Come Stranger (1968) - dirigido por Masoud Kimiai
- Tange Ejdeha (1968) - dirigido por Siamak Yasemi
- Planícies Vermelhas (1968) - dirigido por Hekmat Aghanikyan
- Gerdabe Gonah (1968) - dirigido por Mehdi Reisfirooz
- Man ham gerye kardam (1968) - direção de Samouel Khachikian
- Hengameh (1968) - dirigido por Naser Mohammadi
- Dozd e Siahpoosh (1969) - dirigido por Amir Shervan
- Mundo Azul (1969) - dirigido por Saber Rahbar
- Qeysar (1969) - dirigido por Masoud Kimiai
- A Janela (1970) - dirigido por Jalal Moghadam
- Dore Donya Ba Jibe Khali (1970) - direção de Khosrow Parvizi
- Os seis invencíveis (1970) - dirigido por Jean Negulesco
- Reza Motorcyclist ( Reza Motori ) (1970) - dirigido por Masoud Kimiai
- 'Dove Mourning (Toghi) (1970) - dirigido por Ali Hatami
- Leyli e Majnun (1971) - dirigido por Siamak Yasemi
- Dash Akol (1971) - dirigido por Masoud Kimiai
- Rashid (1971) - dirigido por Parviz Nouri
- Fugindo da armadilha (1971) - direção de Jalal Moghadam
- Yek Mard O Yek Shahr (1971) - direção de Amir Shervan
- Baluch (1972) - dirigido por Masoud Kimiai
- The Dagger - dirigido por Fereydun Gole
- Gharibe (1972) - dirigido por Shapoor Gharib
- A Adaga (1972) - dirigido por Shapoor Gharib
- Khak (1972) - dirigido por Masoud Kimiai
- Gorg-e bizar (1973) - direção de Maziar Partow
- Tangsir (1974) - dirigido por Amir Naderi
- O Compromisso (1974) - dirigido por Mohammad Motevaselani
- Gavaznha (1974) - dirigido por Masoud Kimiai
- Mamal Amricayi (1975) - dirigido por Shapoor Gharib
- Zabih (1975) - dirigido por Mohammad Motevaselani
- The Hive (1975) - dirigido por Fereydun Gole
- Hamsafar (1975) - dirigido por Masoud Asadollahi
- Bot (1976) - dirigido por Iraj Ghaderi
- Botshekan (1976) - dirigido por Shapoor Gharib
- Malakout (1976) - dirigido por Khosrow Haritash
- Lua de Mel (1976) - dirigido por Fereydun Gole
- Sooteh-Delan (1978) - dirigido por Ali Hatami
- Gato na gaiola (1978) - dirigido por Tony Zarindast
- Caravanas (1978) - dirigido por James Fargo
- Nafas-borideh (1980) - dirigido por Sirus Alvand
- Esfinge (1981) - dirigido por Franklin J. Schaffner
- Time Walker (1982) - dirigido por Tom Kennedy
- Olhos (1987) - dirigido por Schwann Mikels
- Terror em Beverly Hills (1989) - dirigido por John Myhers
- Ameaça Velada (1990) - dirigido por Cyrus Nowrasteh
- A travessia (1999) - dirigido por Nora Hoppe
- Pontes Quebradas (2004) - dirigido por Rafigh Pouya
- Zarin (2005) - dirigido por Shirin Neshat
- Sepas (2011) - dirigido por Saeid Khoze
- Mantenha o Vôo em Mente (2012) - dirigido por Saeid Khoze
- Estação Rinoceronte (2012) - dirigido por Bahman Ghobadi [7]

## Vida pessoal
Se casou brevemente na década de 1970 com a cantora Googoosh.
Atualmente, ele mora em San Rafael, Califórnia, com sua esposa, Catherine Vossoughi. 